# صموئيل وايت (محامي)
صموئيل وايت (بالإنجليزية: Samuel White)‏ هو محامي أمريكي، ولد في 2 أبريل 1710، وتوفي في 20 مارس 1769.